# Persone di nome Guy
| Questa pagina contiene informazioni ricavate automaticamente dalle voci biografiche con l'ausilio del template Bio e di un bot. L'aggiornamento è periodico e automatico e ricostruisce completamente la pagina. Se manca una persona in questa lista, sei pregato di non aggiungerla, ma accertati piuttosto che la sua voce biografica contenga il template Bio e che i dati anagrafici siano correttamente compilati. Se il template Bio manca, inseriscilo tu stesso o, in alternativa, metti l'avviso {{tmp\|Bio}} che ne segnala la mancanza. Se i dati riportati sono sbagliati, correggi direttamente la voce biografica; le modifiche saranno visibili in questa lista entro pochi giorni. Per chiarimenti vedi il progetto antroponimi. La lista contiene solo le 237 persone che sono citate nell'enciclopedia e per le quali è stato implementato correttamente il template Bio. Pagina aggiornata al 6 ago 2025. |

Questa è una lista di persone presenti nell'enciclopedia che hanno il nome Guy, suddivise per attività principale.

## Agenti segreti(1)
- Guy Burgess, agente segreto britannico (Devon, n. 1911 - Mosca, † 1963)

## Allenatori di calcio(9)
- Guy David, allenatore di calcio e calciatore francese (Marsiglia, n. 1947 - Fréjus, † 2008)
- Guy Hellers, allenatore di calcio, dirigente sportivo e ex calciatore lussemburghese (Lussemburgo, n. 1964)
- Guy Lacombe, allenatore di calcio e ex calciatore francese (Villefranche-de-Rouergue, n. 1955)
- Guy Lusadisu, allenatore di calcio e ex calciatore della Repubblica Democratica del Congo (Kinshasa, n. 1982)
- Guy Luzon, allenatore di calcio e ex calciatore israeliano (Petah Tiqwa, n. 1975)
- Guy Ngosso, allenatore di calcio e ex calciatore camerunese (Douala, n. 1985)
- Guy Stéphan, allenatore di calcio e ex calciatore francese (Ploumilliau, n. 1956)
- Guy Thys, allenatore di calcio e calciatore belga (Anversa, n. 1922 - Anversa, † 2003)
- Guy Whittingham, allenatore di calcio e ex calciatore inglese (Evesham, n. 1964)

## Allenatori di pallacanestro(3)
- Guy Goodes, allenatore di pallacanestro e ex cestista israeliano (Haifa, n. 1971)
- Guy Lewis, allenatore di pallacanestro statunitense (Arp, n. 1922 - Houston, † 2015)
- Guy Muya, allenatore di pallacanestro, ex cestista e dirigente sportivo della Repubblica Democratica del Congo (Kinshasa, n. 1983)

## Arbitri di calcio(1)
- Guy Goethals, ex arbitro di calcio belga (Bruxelles, n. 1952)

## Arcivescovi cattolici(3)
- Guy Desrochers, arcivescovo cattolico canadese (Gatineau, n. 1956)
- Guy Thomazeau, arcivescovo cattolico francese (Neuilly-sur-Seine, n. 1937)
- Guy André Marie de Kérimel, arcivescovo cattolico francese (Meknès, n. 1953)

## Artisti(2)
- Guy Bleus, artista e scrittore belga (Hasselt, n. 1950)
- Guy Wouete, artista camerunese (Douala, n. 1980)

## Artisti marziali misti(1)
- Guy Mezger, artista marziale misto statunitense (Houston, n. 1968)

## Assassini seriali(1)
- Guy Georges, serial killer francese (Vitry-le-François, n. 1962)

## Astronauti(1)
- Guy Spence Gardner, ex astronauta statunitense (Altavista, n. 1948)

## Astronomi(2)
- Guy Reiss, astronomo francese (n. 1904 - † 1964)
- Guy Soulié, astronomo francese (Aiguillon, n. 1920 - Courpiac, † 2015)

## Attivisti(1)
- Guy Môquet, attivista francese (n. 1924 - † 1941)

## Attori(22)
- Timothy Balme, attore e sceneggiatore neozelandese (Wellington, n. 1967)
- Guy Bedos, attore e umorista francese (Algeri, n. 1934 - Parigi, † 2020)
- Guy Boyd, attore statunitense (Chicago, n. 1943)
- Guy Branum, attore, comico e sceneggiatore statunitense (Marysville, n. 1975)
- Guy Burnet, attore britannico (Londra, n. 1983)
- Guy Coombs, attore e regista statunitense (Washington, n. 1888 - Los Angeles, † 1947)
- Guy Doleman, attore neozelandese (Hamilton, n. 1923 - Los Angeles, † 1996)
- Guy Grosso, attore francese (Beauvais, n. 1933 - Saint-Germain-en-Laye, † 2001)
- Edward Hearn, attore statunitense (Dayton, n. 1888 - † 1963)
- Guy Hedlund, attore statunitense (Portland, n. 1884 - Los Angeles, † 1964)
- Guy Henry, attore inglese (Londra, n. 1960)
- Guy Kibbee, attore statunitense (El Paso, n. 1882 - Long Island, † 1956)
- Guy A. Lepage, attore e comico canadese (Montréal, n. 1960)
- Guy Madison, attore statunitense (Pumpkin Center, California, n. 1922 - Palm Springs, † 1996)
- Guy Marchand, attore, cantante e musicista francese (Parigi, n. 1937 - Cavaillon, † 2023)
- Guy Oliver, attore statunitense (Chicago, n. 1878 - Hollywood, † 1932)
- Guy Pearce, attore australiano (Ely, n. 1967)
- Guy Rolfe, attore britannico (Londra, n. 1911 - Ipswich, † 2003)
- Guy Standing, attore inglese (Londra, n. 1873 - Hollywood, † 1937)
- Guy Stockwell, attore statunitense (New York, n. 1933 - Prescott, † 2002)
- Guy Tréjan, attore francese (Parigi, n. 1921 - Parigi, † 2001)
- Guy Wilson, attore statunitense (San Francisco, n. 1985)

## Autori televisivi(1)
- Guy Fieri, autore televisivo e personaggio televisivo statunitense (Columbus, n. 1968)

## Banchieri(1)
- Guy de Rothschild, banchiere francese (Parigi, n. 1909 - Ferrières-en-Brie, † 2007)

## Bassisti(1)
- Guy Pratt, bassista e compositore britannico (Londra, n. 1962)

## Bobbisti(1)
- Guy Dugdale, bobbista britannico (Stratford-upon-Avon, n. 1905 - † 1982)

## Botanici(1)
- Guy de La Brosse, botanico e medico francese (Rouen - Parigi, † 1641)

## Calciatori(30)
- Guy Blaise, calciatore lussemburghese (Aubange, n. 1980)
- Guy Butters, ex calciatore e allenatore di calcio inglese (Hillingdon, n. 1969)
- Guy Bwelle, ex calciatore camerunese (Édéa, n. 1979)
- Guy Dardenne, ex calciatore belga (Beauraing, n. 1954)
- Guy Demel, ex calciatore ivoriano (Orsay, n. 1981)
- Guy Stéphane Essame, ex calciatore camerunese (Douala, n. 1984)
- Guy Feutchine, ex calciatore camerunese (Douala, n. 1976)
- Guy Formici, ex calciatore francese (Troyes, n. 1947)
- Guy François, calciatore haitiano (n. 1947 - Montréal, † 2019)
- Guy Gnabouyou, ex calciatore francese (Marsiglia, n. 1989)
- Guy Haimov, ex calciatore israeliano (Holon, n. 1985)
- Guy Holmes, calciatore inglese (Ilford, n. 1905 - Hastings, † 1967)
- Guy Huguet, calciatore francese (Gannat, n. 1923 - † 1991)
- Guy-Michel Landel, calciatore guineano (Conakry, n. 1990)
- Guy Mbenza, calciatore congolese (Repubblica del Congo) (Brazzaville, n. 2000)
- Guy Melamed, calciatore israeliano (Ra'anana, n. 1992)
- Guy Mollo Bessala, calciatore camerunese (Yaoundé, n. 2003)
- Guy Moussi, ex calciatore francese (Bondy, n. 1985)
- Guy N'dy Assembé, ex calciatore camerunese (Yaoundé, n. 1986)
- Guy Roger Nzamba, ex calciatore gabonese (Port-Gentil, n. 1970)
- Guy Ramos, calciatore olandese (Rotterdam, n. 1985)
- Guy Roux, ex calciatore e allenatore di calcio francese (Colmar, n. 1938)
- Guy Saint-Vil, ex calciatore haitiano (Port-au-Prince, n. 1942)
- Guy Sénac, calciatore francese (Villetaneuse, n. 1932 - Lens, † 2019)
- Guy Tchingoma, calciatore gabonese (Pointe-Noire, n. 1986 - Libreville, † 2008)
- Guy Toindouba, calciatore camerunese (Garoua, n. 1988)
- Guy Van Sam, calciatore francese (Beirut, n. 1935 - Tolone, † 2024)
- Guy Vandersmissen, ex calciatore belga (Tongeren, n. 1957)
- Guy Serge Yaméogo, calciatore ivoriano (Akakro, n. 2000)
- Christian Zock, calciatore camerunese (n. 1994)

## Canottieri(2)
- Guy Nickalls, canottiere britannico (Sutton, n. 1866 - Leeds, † 1935)
- Guy Oliver Nickalls, canottiere britannico (Wycombe, n. 1899 - Londra, † 1974)

## Cantanti(4)
- Guy Béart, cantante e compositore francese (Il Cairo, n. 1930 - Garches, † 2015)
- Guy Mitchell, cantante, showman e attore statunitense (Detroit, n. 1927 - Las Vegas, † 1999)
- Guy Sebastian, cantante australiano (Klang, n. 1981)
- Guy Speranza, cantante statunitense (n. 1956 - Orlando, † 2003)

## Cantautori(3)
- Guy Bonnet, cantautore francese (Avignone, n. 1942 - Avignone, † 2024)
- Guy Clark, cantautore e liutaio statunitense (Monahans, n. 1941 - Nashville, † 2016)
- Guy Garvey, cantautore britannico (Bury, n. 1974)

## Cardinali(2)
- Guy de Boulogne, cardinale e arcivescovo cattolico francese (Boulogne, n. 1313 - Lleida, † 1373)
- Guy Paré, cardinale e arcivescovo cattolico francese (Regno di Francia - Gand, † 1206)

## Cavalieri(1)
- Guy Lefrant, cavaliere francese (Muille-Villette, n. 1923 - Rueil-Malmaison, † 1993)

## Cestisti(9)
- Guy M'Bongo, ex cestista centrafricano (n. 1968)
- Guy Manning, ex cestista statunitense (Oakwood, n. 1944)
- Guy Mitchell, cestista statunitense (Kinderpost, n. 1923 - Denver, † 1972)
- Guy Palatin, cestista israeliano (Kfar Azar, n. 2000)
- Guy Pnini, ex cestista israeliano (Tel Aviv, n. 1983)
- Guy Rodgers, cestista statunitense (Filadelfia, n. 1935 - Los Angeles, † 2001)
- Guy Rucker, ex cestista statunitense (Inkster, n. 1977)
- Guy Sparrow, ex cestista statunitense (Pontiac, n. 1932)
- Guy Williams, ex cestista statunitense (Los Angeles, n. 1960)

## Chitarristi(1)
- Guy Picciotto, chitarrista, cantante e produttore discografico statunitense (Washington, n. 1965)

## Ciclisti su strada(8)
- Guy Butteux, ciclista su strada francese (Clermont, n. 1920 - Numea, † 2014)
- Guy Ignolin, ciclista su strada francese (Vernou-sur-Brenne, n. 1936 - Lannion, † 2011)
- Guy Janiszewski, ex ciclista su strada belga (Herstal, n. 1959)
- Guy Lapébie, ciclista su strada e pistard francese (Saint-Geours-de-Maremne, n. 1916 - Saint-Gaudens, † 2010)
- Guy Niv, ex ciclista su strada israeliano (Misgav, n. 1994)
- Guy Sagiv, ex ciclista su strada israeliano (Namur, n. 1994)
- Guy Santy, ex ciclista su strada francese (Lompret, n. 1950)
- Guy Sibille, ex ciclista su strada francese (Marsiglia, n. 1948)

## Compositori(3)
- Guy Allison, compositore, tastierista e cantante statunitense (Los Angeles, n. 1959)
- Guy Chambers, compositore britannico (Londra, n. 1963)
- Guy Sigsworth, compositore e produttore discografico britannico (Ilkley, n. 1968)

## Condottieri(1)
- Guido di Montfort, condottiero inglese (n. 1244 - Messina)

## Conduttori televisivi(1)
- Guy Lux, conduttore televisivo francese (Parigi, n. 1919 - Neuilly-sur-Seine, † 2003)

## Diplomatici(1)
- Guy Ryder, diplomatico e sindacalista britannico (Liverpool, n. 1956)

## Dirigenti d'azienda(1)
- Guy Kawasaki, manager, imprenditore e saggista statunitense (Honolulu, n. 1954)

## Dirigenti sportivi(1)
- Guy Crescent, dirigente sportivo francese (Parigi, n. 1920 - Parigi, † 1996)

## Disc jockey(1)
- Jonas Blue, disc jockey e produttore discografico britannico (Londra, n. 1989)

## Economisti(1)
- Guy Standing, economista britannico (n. 1948)

## Fisici(1)
- Guy von Dardel, fisico svedese (Stoccolma, n. 1919 - Ginevra, † 2009)

## Fotografi(1)
- Guy Bourdin, fotografo francese (Parigi, n. 1928 - Parigi, † 1991)

## Fumettisti(6)
- Berkeley Breathed, fumettista, illustratore e sceneggiatore statunitense (Encino, n. 1957)
- Guy Counhaye, fumettista e sceneggiatore belga (Verviers, n. 1946)
- Guy Delisle, fumettista e animatore canadese (Québec, n. 1966)
- Guy Clair, fumettista belga (Bruxelles, n. 1956 - † 2013)
- Guy Peellaert, fumettista, illustratore e fotografo belga (Bruxelles, n. 1934 - Parigi, † 2008)
- Guy Bara, fumettista belga (Riga, n. 1923 - Marsiglia, † 2003)

## Generali(2)
- Guy Carleton, generale e nobile britannico (Strabane, n. 1724 - Maidenhead, † 1808)
- Guy Simonds, generale canadese (Bury St Edmunds, n. 1903 - Toronto, † 1974)

## Gesuiti(1)
- Guy Consolmagno, gesuita e astronomo statunitense (Detroit, n. 1952)

## Giocatori di football americano(1)
- Guy McIntyre, ex giocatore di football americano statunitense (Thomasville, n. 1961)

## Giornalisti(1)
- Guy Claisse, giornalista e scrittore francese (Parigi, n. 1934 - Landerrouet-sur-Ségur, † 2016)

## Hockeisti su ghiaccio(2)
- Guy Delparte, ex hockeista su ghiaccio canadese (Prince Albert, n. 1949)
- Guy Lafleur, hockeista su ghiaccio canadese (Thurso, n. 1951 - Kirkland, † 2022)

## Illustratori(1)
- Guy Billout, illustratore francese (Decize, n. 1941)

## Imprenditori(3)
- Guy Laliberté, imprenditore e filantropo canadese (Québec, n. 1959)
- Guy Spier, imprenditore svizzero (Pietermaritzburg, n. 1966)
- Tony Vandervell, imprenditore, dirigente d'azienda e dirigente sportivo britannico (n. 1898 - † 1967)

## Informatici(1)
- Guy Steele, informatico statunitense (Missouri, n. 1954)

## Ingegneri(2)
- Guy Delage, ingegnere e nuotatore francese (Bézu-Saint-Germain, n. 1952)
- Cyril Guy Nègre, ingegnere francese (Narbona, n. 1941 - Carros, † 2016)

## Insegnanti(1)
- Guy Héraud, insegnante e giurista francese (Avignone, n. 1920 - Aressy, † 2003)

## Librettisti(1)
- Guy Bolton, librettista e scrittore inglese (Broxbourne, n. 1884 - Londra, † 1979)

## Maratoneti(1)
- Guy Porter, maratoneta statunitense (Newton, n. 1884 - Bedford, † 1951)

## Medici(2)
- Guy de Chauliac, medico francese (Chaulhac, n. 1300 - Lione, † 1368)
- Guy Patin, medico e scrittore francese (Hodenc-en-Bray, n. 1601 - Parigi, † 1672)

## Militari(9)
- Guy I de Clermont, militare francese (Courtrai, † 1302)
- Guy D'Oyly-Hughes, ufficiale inglese (New Milton, n. 1891 - Mare del Nord, † 1940)
- Guy Percy Lumsden Drake-Brockman, militare britannico (Sudafrica, n. 1894 - Canada, † 1952)
- Guy Fawkes, militare inglese (York, n. 1570 - Londra, † 1606)
- Guy André François, militare haitiano (Pétionville, † 2006)
- Guy XIV de Laval, militare francese (n. 1406 - Châteaubriant, † 1486)
- Guy II de Nesle, militare francese (Mauron, † 1352)
- Guy Pérotin, militare francese (Châlons-sur-Marne, n. 1920 - Isole Kerkenna, † 1940)
- Guy Aubert de Trégomain, ufficiale e politico francese (Montauban-de-Bretagne, n. 1774 - Rennes, † 1860)

## Missionari(1)
- Guy Tachard, missionario, gesuita e matematico francese (Marthon, n. 1651 - † 1712)

## Nobili(3)
- Guy de Beauchamp, X conte di Warwick, nobile britannico († 1315)
- Guy Eder de La Fontenelle, nobile e militare francese (Côtes-d'Armor, n. 1573 - Parigi, † 1602)
- Armand de Gramont, nobiluomo francese (n. 1637 - † 1673)

## Nuotatori(2)
- Guy Barnea, ex nuotatore israeliano (Omer, n. 1987)
- Guy Boissière, nuotatore francese (Châteaudun, n. 1929 - Rouen, † 2005)

## Orientalisti(1)
- Guy Le Strange, orientalista britannico (Bruxelles, n. 1854 - Cambridge, † 1933)

## Pattinatori artistici su ghiaccio(2)
- Guy Owen, pattinatore artistico su ghiaccio canadese (n. 1913 - † 1952)
- Guy Revell, pattinatore artistico su ghiaccio canadese (Toronto, n. 1941 - † 1981)

## Pattinatori di short track(1)
- Guy Daignault, pattinatore di short track canadese (Montréal, n. 1954 - † 2005)

## Percussionisti(1)
- Guy Evans, percussionista britannico (Birmingham, n. 1947)

## Piloti automobilistici(1)
- Guy Edwards, ex pilota automobilistico britannico (Macclesfield, n. 1942)

## Piloti di rally(2)
- Guy Fréquelin, ex pilota di rally francese (Langres, n. 1945)
- Guy Wilks, pilota di rally britannico (Darlington, n. 1981)

## Piloti motociclistici(2)
- Guy Bertin, pilota motociclistico francese (Aix-les-Bains, n. 1954)
- Guy Ligier, pilota motociclistico, pilota automobilistico e imprenditore francese (Vichy, n. 1930 - Nevers, † 2015)

## Pittori(2)
- Guy Rose, pittore statunitense (San Gabriel, n. 1867 - Pasadena, † 1925)
- Guy Louis II Vernansal, pittore francese (Parigi - Parigi, † 1749)

## Poeti(1)
- Guy Du Faur de Pibrac, poeta, magistrato e diplomatico francese (Pibrac, n. 1529 - Parigi, † 1584)

## Polistrumentisti(2)
- Guy Berryman, polistrumentista britannico (Kirkcaldy, n. 1978)
- Guy Fletcher, polistrumentista, cantautore e compositore britannico (Maidstone, n. 1960)

## Politici(8)
- Guy Coëme, politico belga (Bettenhoven, n. 1946)
- Guy Drut, politico e ex ostacolista francese (Oignies, n. 1950)
- Guy Parmelin, politico svizzero (Bursins, n. 1959)
- Guy Razanamasy, politico malgascio (Antananarivo, n. 1928 - † 2011)
- Guy Reschenthaler, politico statunitense (Pittsburgh, n. 1983)
- Guy Scott, politico zambiano (Livingstone, n. 1944)
- Guy Spitaels, politico belga (Ath, n. 1931 - Uccle, † 2012)
- Guy Verhofstadt, politico belga (Dendermonde, n. 1953)

## Presbiteri(2)
- Guy Bedouelle, presbitero e filosofo francese (Lisieux, n. 1940 - Friburgo, † 2012)
- Guy Gilbert, presbitero e educatore francese (Rochefort, n. 1935)

## Produttori discografici(1)
- Guy Stevens, produttore discografico britannico (East Dulwich, Londra, n. 1943 - Londra, † 1981)

## Registi(7)
- Guy Green, regista, sceneggiatore e direttore della fotografia inglese (Frome, n. 1913 - Beverly Hills, † 2005)
- Guy Hamilton, regista e sceneggiatore britannico (Parigi, n. 1922 - Maiorca, † 2016)
- Guy Lefranc, regista francese (Parigi, n. 1919 - Saint-Germain-en-Laye, † 1994)
- Guy Nattiv, regista, sceneggiatore e produttore cinematografico israeliano (Tel Aviv, n. 1973)
- Guy Newall, regista, sceneggiatore e attore britannico (Isola di Wight, n. 1885 - Hampstead, † 1937)
- Guy Pérol, regista, sceneggiatore e produttore cinematografico francese (Pionsat, n. 1929 - Ussel, † 2000)
- Guy Ritchie, regista, sceneggiatore e produttore cinematografico britannico (Hatfield, n. 1968)

## Rugbisti a 15(6)
- Guy Accoceberry, ex rugbista a 15, dirigente sportivo e politico francese (Vittel, n. 1967)
- Guy Camberabero, rugbista a 15 francese (Saubion, n. 1936 - Valence, † 2023)
- Guy Laporte, rugbista a 15, allenatore di rugby a 15 e dirigente sportivo francese (Beaufort, n. 1952 - Tolosa, † 2022)
- Guy Novès, ex rugbista a 15 e allenatore di rugby a 15 francese (Tolosa, n. 1954)
- Guy Pardiès, ex rugbista a 15 e allenatore di rugby a 15 francese (Agen, n. 1948)
- Guy Shepherdson, rugbista a 15 australiano (Giacarta, n. 1982)

## Sceneggiatori(1)
- Guy Maddin, sceneggiatore e regista canadese (Winnipeg, n. 1956)

## Scenografi(1)
- Guy Hendrix Dyas, scenografo britannico (Inghilterra, n. 1968)

## Schermidori(3)
- Guy Barrabino, schermidore francese (Alessandria d'Egitto, n. 1934 - Monaco, † 2017)
- Guy Evéquoz, ex schermidore svizzero (n. 1952)
- Guy de Luget, schermidore francese (La Rochelle, n. 1884 - Montigny-lès-Metz, † 1961)

## Sciatori alpini(1)
- Guy Périllat, ex sciatore alpino francese (Annecy, n. 1940)

## Scrittori(6)
- Guy Boothby, scrittore australiano (Adelaide, n. 1867 - Boscombe, † 1905)
- Guy Davenport, scrittore, illustratore e docente statunitense (Anderson, n. 1927 - Lexington, † 2005)
- Guy Fau, scrittore francese (n. 1909 - † 2000)
- Guy Haarscher, scrittore e docente belga (Bruxelles, n. 1946)
- Guy Gavriel Kay, scrittore canadese (Weyburn, n. 1954)
- Guy Sajer, scrittore e fumettista francese (Parigi, n. 1927 - Mauperthuis, † 2022)

## Scultori(1)
- Guy Lydster, scultore neozelandese (Auckland, n. 1955)

## Sociologi(1)
- Guy Hocquenghem, sociologo e scrittore francese (Boulogne-Billancourt, n. 1946 - Parigi, † 1988)

## Sollevatori(1)
- Guy Carlton, sollevatore statunitense (Amherst, n. 1954 - Arrowsmith, † 2001)

## Stilisti(1)
- Guy Laroche, stilista francese (La Rochelle, n. 1921 - Parigi, † 1989)

## Storici(1)
- Guy Barruol, storico e archeologo francese (Mazan, n. 1934)

## Tastieristi(1)
- Guy Babylon, tastierista statunitense (New Windsor, n. 1956 - Los Angeles, † 2009)

## Tennisti(2)
- Guy Forget, ex tennista francese (Casablanca, n. 1965)
- Guy Lejeune, tennista francese

## Trombettisti(2)
- Guy Barker, trombettista e compositore britannico (Chiswick, n. 1957)
- Guy Touvron, trombettista francese (Vichy, n. 1950 - Saint-Yorre, † 2024)

## Velocisti(2)
- Guy Butler, velocista britannico (Harrow, n. 1902 - St Neots, † 1981)
- Guy Maganga, velocista gabonese (n. 1993)

## Vescovi(1)
- Guy de Lons, vescovo francese († 1141)

## Vescovi cattolici(4)
- Guy Claude Bagnard, vescovo cattolico francese (Montceau-les-Mines, n. 1937)
- Guy de Malesec, vescovo cattolico e cardinale francese (Tulle - Parigi, † 1412)
- Guy di Prangins, vescovo cattolico svizzero († 1394)
- Guy Herbulot, vescovo cattolico francese (Saint-Menges, n. 1925 - Athis-Mons, † 2021)

## Wrestler(1)
- Hans Schmidt, wrestler canadese (Joliette, n. 1925 - Joliette, † 2012)

## Zoologi(2)
- Guy Graham Musser, zoologo statunitense (Salt Lake City, n. 1936 - † 2019)
- Guy Coburn Robson, zoologo britannico (South Woodford, n. 1888 - Virginia Water, † 1945)

## Senza attività specificata(2)
- Guy de Blanchefort, francese (Moutier-Malcard, n. 1446 - Mar Mediterraneo, † 1513)
- Guy Williams, effettista statunitense (Greenwood)